# 大聖寺川の水害
大聖寺川の水害（だいしょうじがわのすいがい）では、石川県加賀市を流れる大聖寺川の氾濫による水害の歴史を説明する。
石川県加賀市大聖寺は大聖寺川の下流域に存在し、藩政期から水害に悩まされてきた。治水のために1965年（昭和40年）に我谷ダムが建設されたが、水害はなくならず、2006年（平成18年）に九谷ダムが建設された。九谷ダムが完成したことにより、治水安全度は飛躍的に向上した。

## 大聖寺の水害史

### 藩政期

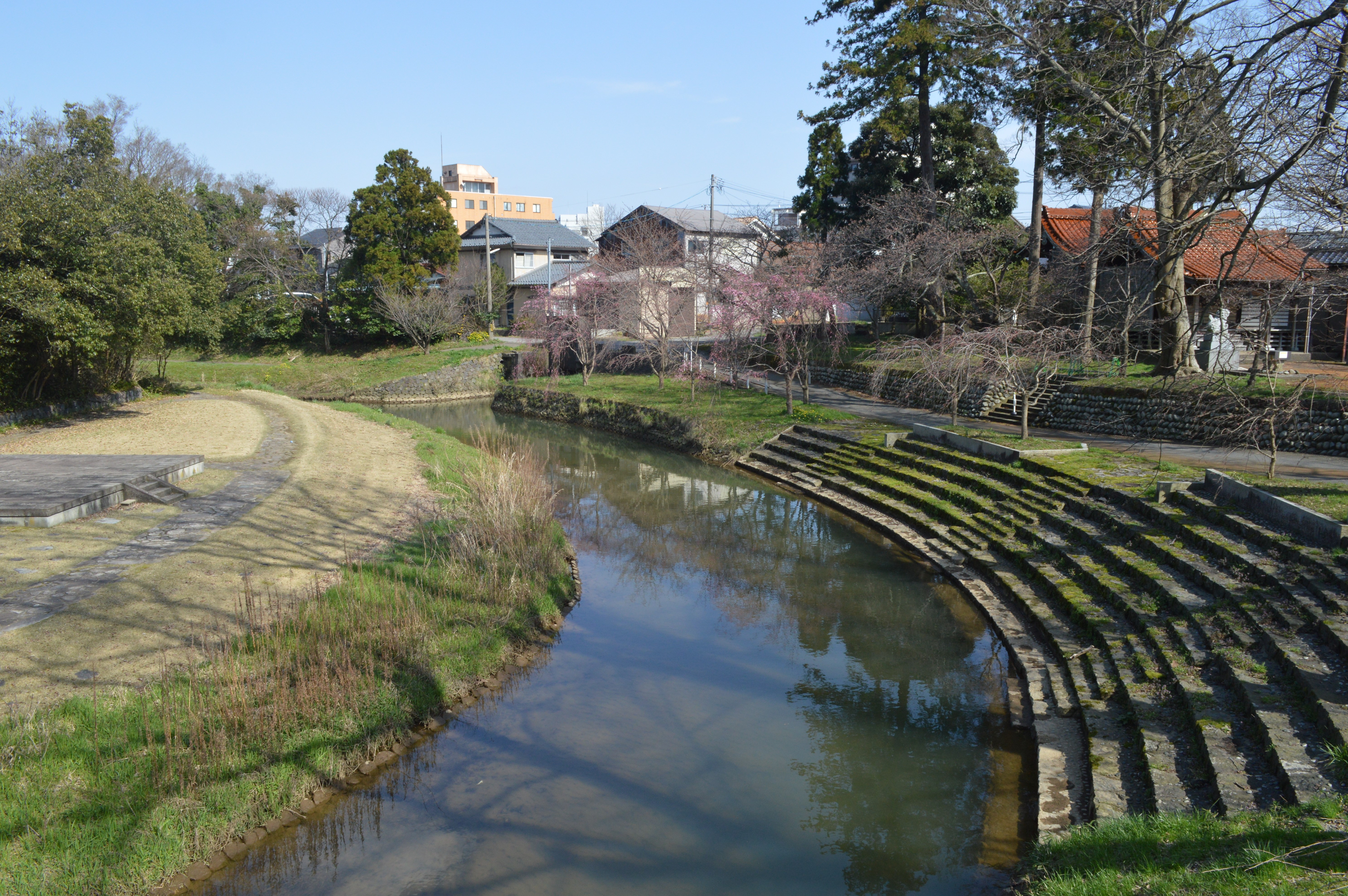
旧大聖寺川

藩政期より近世の江沼郡大聖寺町は様々な水害が恒常的に起こってきた。時期は、春の雪解け、梅雨時の年2回であった。その最大の要因は地形であり、大聖寺川が大きく蛇行し、また地区内で3本の支流が合流し増水時には下流からの逆流が頻繁に起こってきた。
代表的な対策として「犀ケ縁・新川の御普請」が知られている。寛文13年（1673年）に山田町町人が崖崩れ防止を願い出て、大聖寺藩は埋め立てを始め、延宝8年（1680年）には土堰を作って、元禄元年（1688年）には石切場を切って下流の流れをよくするなど対策を施したが、なかなか水禍は止まらなかった。
それゆえ、武家屋敷が水禍を避けて耳聞山に移住、大聖寺藩は中堅藩士の居住が藩邸よりかなり離れるという変則的な城下町を形成している。
後藤文書によれば、水害対策として、享保13年（1728年）6月には、洪水時に吉崎・塩屋・瀬越から17隻の救助船を出して城下に配備、天明3年（1783年）の大洪水で22隻に増強された。

### 現代

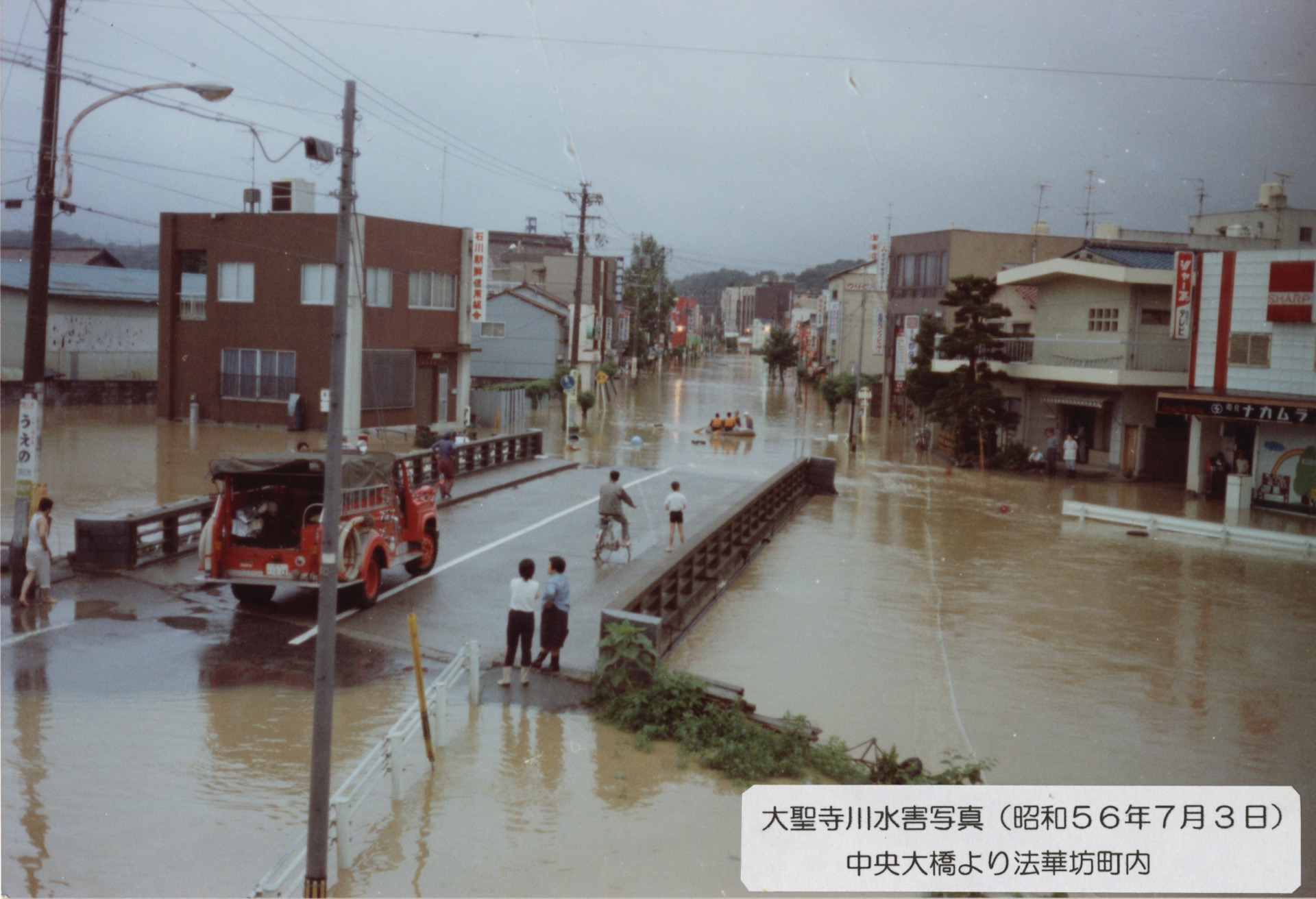
1981年7月3日（昭和56年）の水害

1981年（昭和56年）には、大聖寺が記録的な豪雨により多大な被害を受けた。7月1日夜から降り始めた雨は、7月3日未明には3時間で96ミリという記録的なものになった。大聖寺地区内では、三谷川の堤防が決壊、熊坂川、新熊坂川も氾濫し、市街中心部に濁流が流れ大きな被害につながった大水害である。被害としては、79町会あるうちの52町会が浸水する被害がでた。大聖寺の商店街では、30分あまりで20センチも増えるほどの記録的な豪雨であった。
当時の我谷ダムには、毎秒451トンもの流入水量に加え、満潮が積み重なり、午前3時ごろから水が街に溢れ出した。その当時、放流するまでの判断に関して、住民と我谷ダム管理者と下流河川管理者の間でそれぞれ意見が割れた。
『広報かが』のいちコーナーでは、「ダムがあるから大丈夫だろう」と家の中の片付けや避難が遅れてしまったり、「くらかけ」と呼ばれた水つき台を処分していたため片付けがスムーズにいかなかったというエピソードや、深夜2時ごろにサイレンが鳴るまで気付かず全ての家財道具を濡らしてしまった家もあったこと、また交通規制が聞き入れられず、冠水道路の情報を知らずに突っ込んできた車が発生させた波が片付けた道具の山を崩し壁に大きなシミができたなど、市民が水害を振り返る文章が寄せられている。
一方で、前日昼から水害を心配し早めのパトロールを行い、区長の指示のもと明け方まで水防作業にあたった結果、水を堰き止めることに成功した地区もある（しかしその地区でもあと1時間降り続いたら堤防が持ち堪えたか疑問であると記述されている）。

### 主な水害の年譜
- 1896年（明治29年）8月2日：集中豪雨のため、大聖寺川と動橋川が増水し、被害を受ける[5]。
- 1899年（明治32年）9月8日：大聖寺川が氾濫し、1,833戸が浸水する[5]。
- 1900年（明治33年）9月28日：大聖寺川が氾濫し、240戸が浸水する[5]。
- 1902年（明治35年）7月14日：大聖寺側が氾濫し、1487戸が被害を受ける[5]。
- 1902年（明治35年）9月28日：大聖寺川が氾濫し、640戸が浸水する[5]。
- 1903年（明治36年）7月9日：大聖寺川が氾濫し、1,067戸が床上浸水・床下浸水する[5]。
- 1904年（明治37年）3月21日：大聖寺川が氾濫し、97戸が浸水する[5]。
- 1907年（明治40年）8月16日：大聖寺川が氾濫し、283戸が浸水する[5]。
- 1912年（大正元年）9月23日：暴風雨のため大聖寺川が氾濫し、大聖寺で住宅浸水、動橋でも浸水する[5]。
- 1913年（大正2年）10月13日：豪雨のため大聖寺川が氾濫し、大聖寺町内205戸で床上浸水、230戸で床下浸水する[5]。
- 1914年（大正3年）8月13日：大聖寺川が氾濫し、161戸で浸水する[5]。
- 1916年（大正5年）3月1日：大聖寺川が氾濫し、多数の住宅が浸水する[5]。
- 1918年（大正7年）9月24日：大聖寺川が氾濫し、住宅1,500戸が浸水し、橋梁が流出、堤防が決壊する[6]。
- 1919年（大正8年）7月6日：大聖寺川が氾濫し、多数の住宅が浸水する[7]。
- 1921年（大正10年）6月12日：大聖寺川が氾濫し、多数の住宅が浸水する[7]。
- 1922年（大正11年）2月11日：大聖寺川と動橋川が氾濫し、多数の住宅が浸水する[7]。
- 1950年（昭和25年）9月3日：ジェーン台風により石川県内に被害[8]。
- 1958年（昭和33年）7月26日：集中豪雨により石川県加賀市大聖寺町一帯が浸水[9]。
- 1959年（昭和34年）8月14日：台風7号による集中豪雨により死者1名、負傷者1名、床上浸水3,777戸、床下浸水3,644戸の被害[9]。
- 1967年（昭和42年）10月28日：台風34号により、国鉄北陸本線金沢駅〜大聖寺駅間が一時運休[9]。
- 1969年（昭和44年）8月8日：昭和44年8月豪雨により負傷者（軽症）4名を出した[10]。
- 1981年（昭和56年）7月3日：豪雨のため大聖寺川が氾濫[2]。

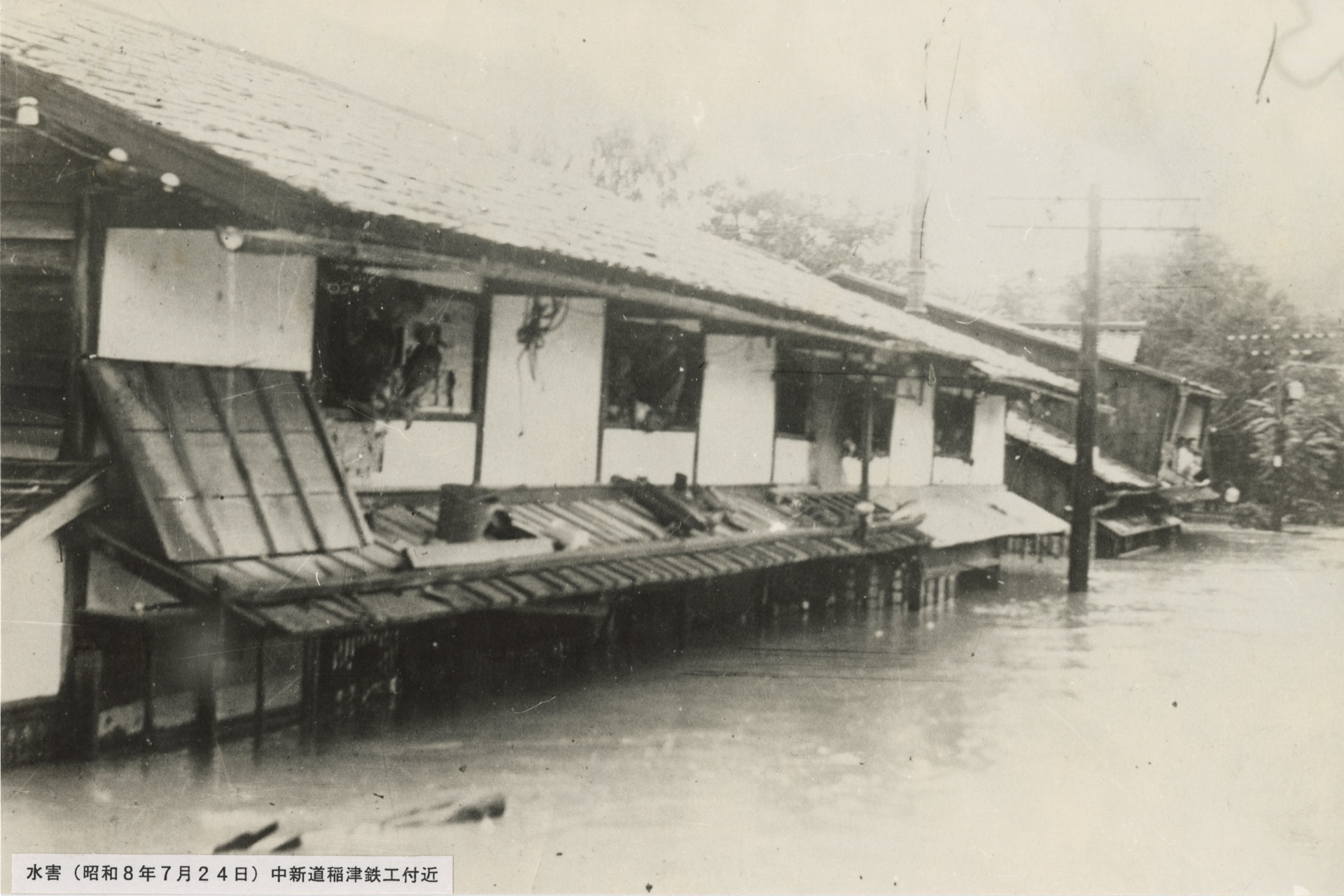
1933年（昭和7年）7月24日の水害
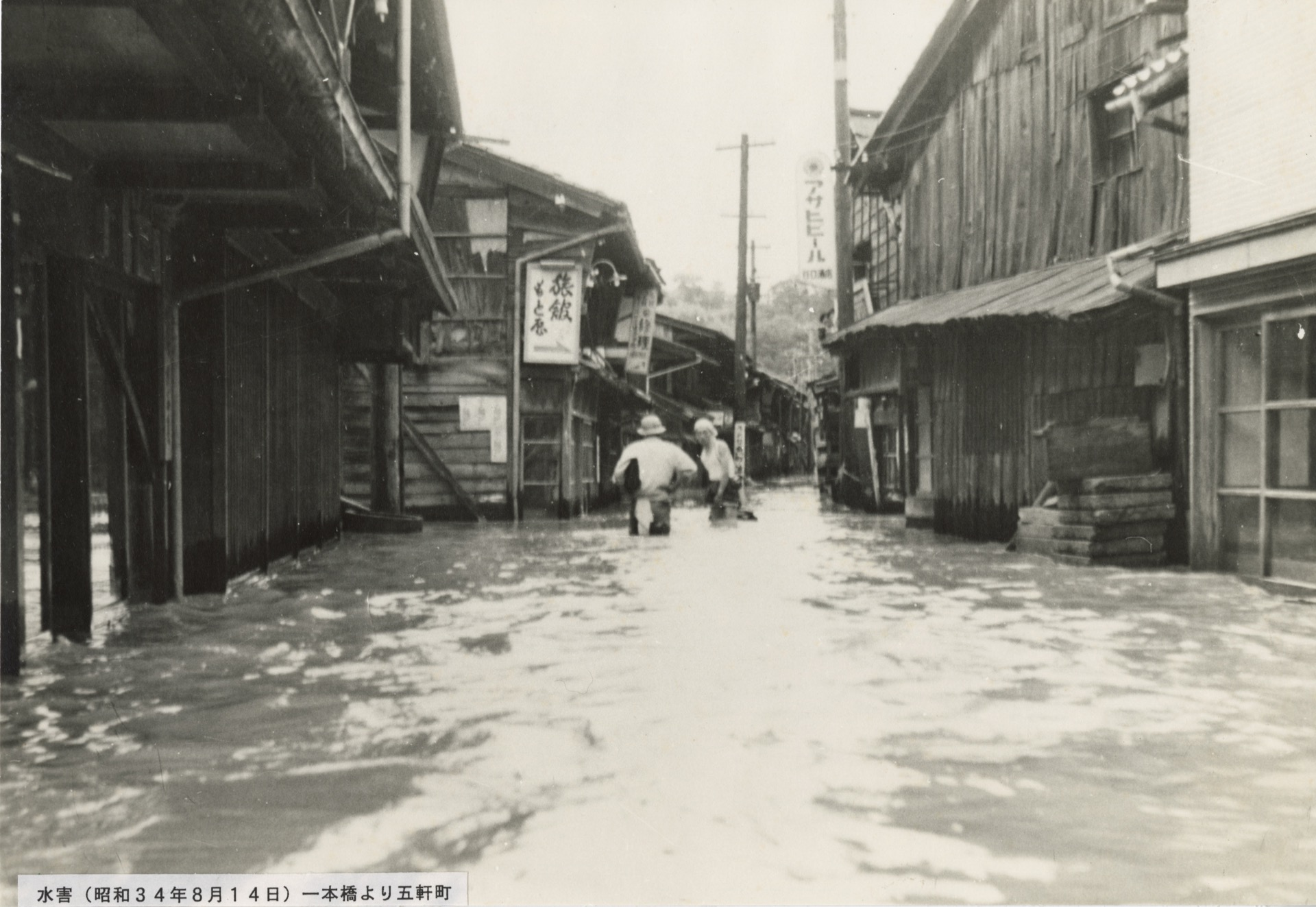
1959年（昭和34年）8月14日の水害

## 大聖寺川の改修とダム建設
大聖寺川は石川県と福井県の県境にまたがる二級河川である。この大聖寺川の下流域ではたびたび大きな水害被害に見舞われ、特に1955年（昭和30年）の出水では1300戸が浸水被害を受けた。この大出水をきっかけに大聖寺川綜合開発事業の一環として、1965年（昭和40年）に我谷ダムが建設された。我谷ダムの完成後も1967年（昭和42年）、1968年（昭和43年）、1969年（昭和44年）、1972年（昭和47年）、1981年（昭和56年）と洪水被害が発生した。また、水源確保の目的で治水計画が見直され、下流の河川改修に加えて2006年（平成18年）に九谷ダムが建設された。
九谷ダムを運用開始したことにより、平成18年7月豪雨では九谷ダムと我谷ダムによる調節および下流の河道改修の効果により浸水役害は発生しなかった。2つのダムの完成によって、加賀市（特に大聖寺地区) の治水安全度は1/80に飛躍的に改善した。

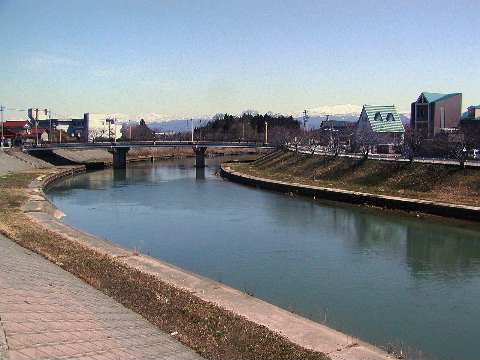
大聖寺川
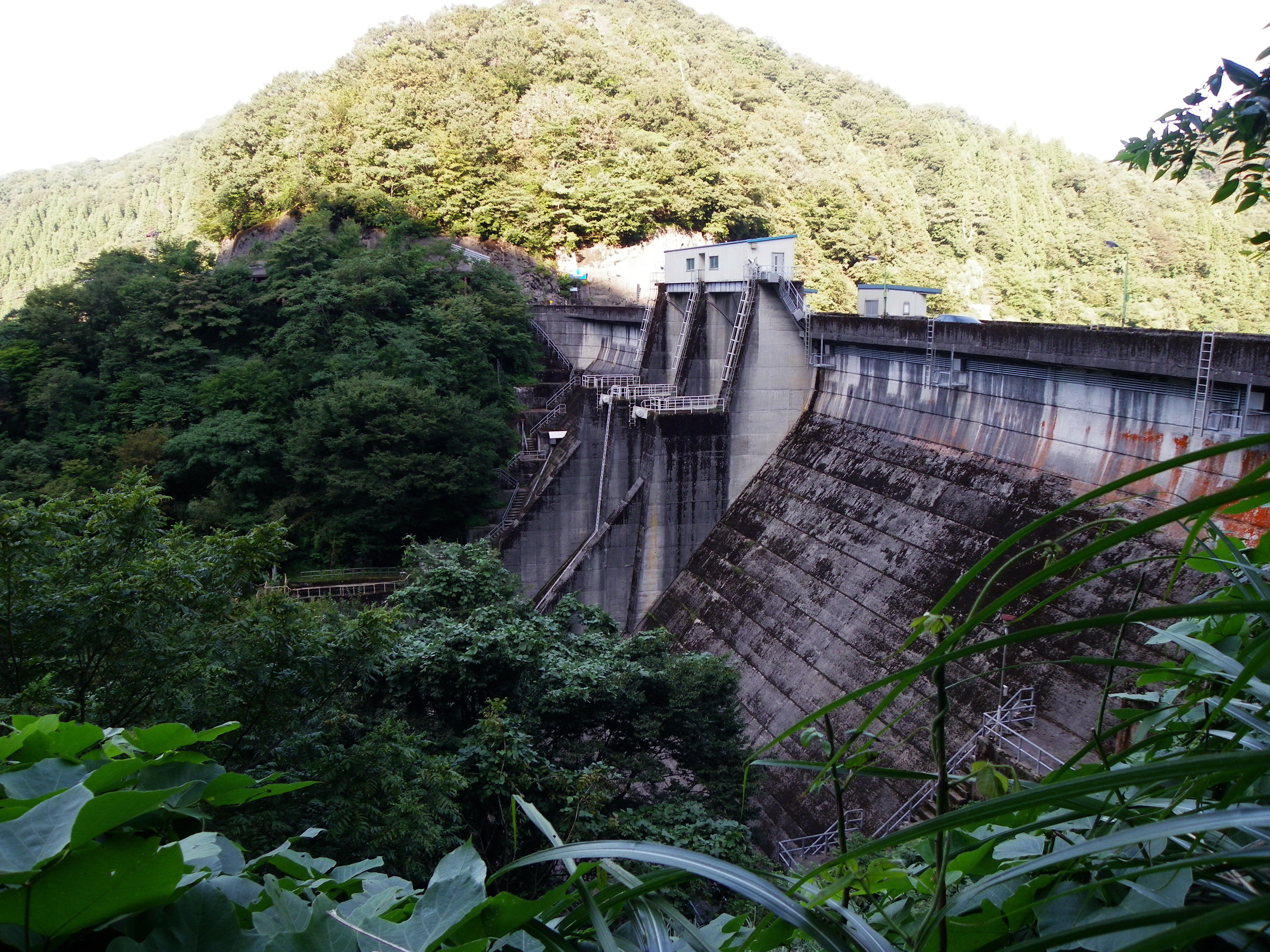
我谷ダム
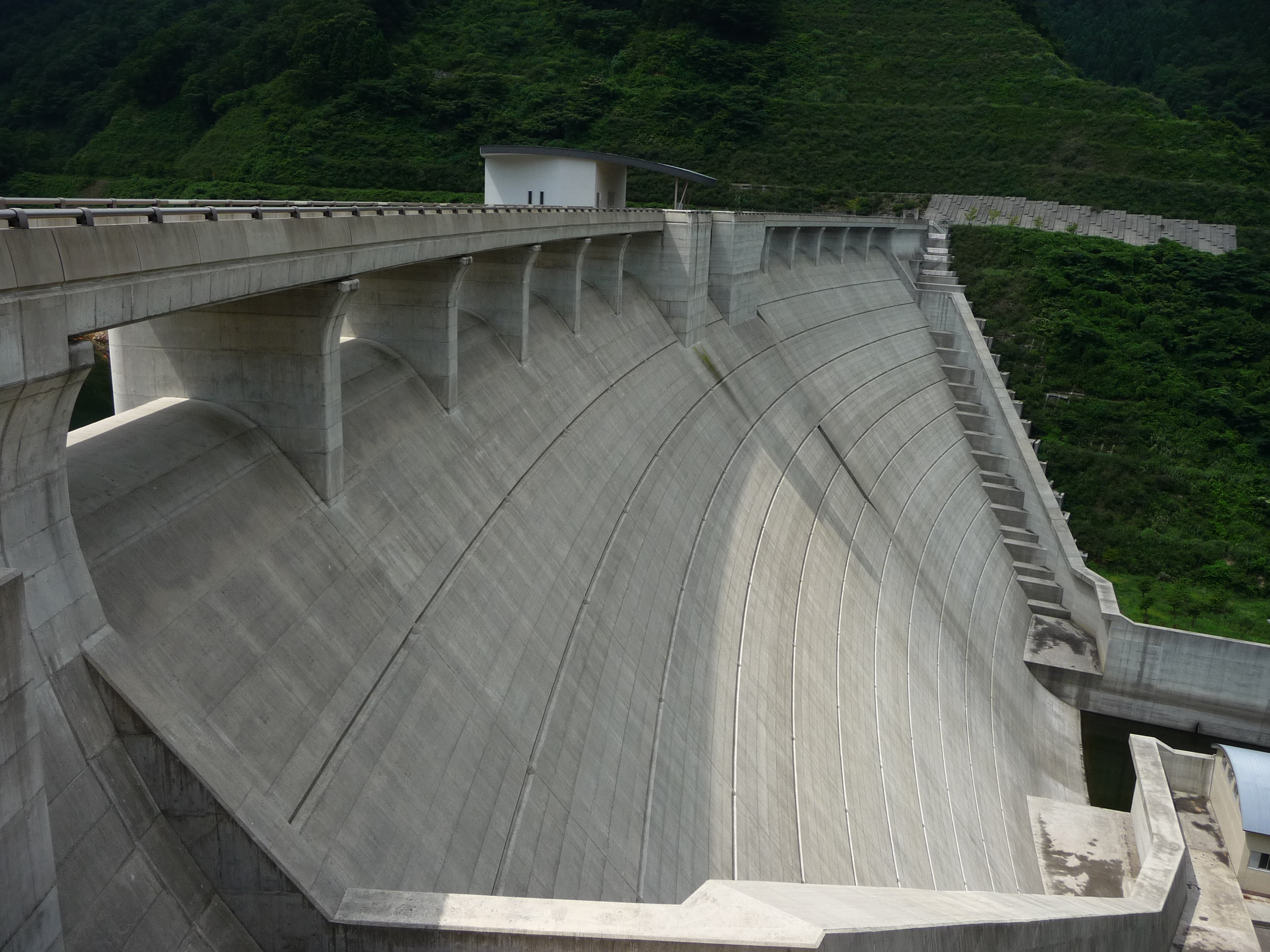
九谷ダム